# حركة كفى!
حركة كفى (بالإسبانية:¡Basta Ya!) منظمة إسبانية هدفها جمع أفرادًا من مختلف الأطياف السياسية من أجل مكافحة الإرهاب ولقد فازت بجائزة سخاروف لحرية الفكر عام 2000.